# エジプト数学革巻き
エジプト数学革巻き（エジプトすうがくかわまき、英語:The Egyptian Mathematical Leather Roll、略称EMLR）は、古代エジプトの数学文書であり、エジプト中王国時代の文献である。スコットランドの弁護士・古物研究家であるアレクサンダー・ヘンリー・リンド（Alexander Henry Rhind）が入手した。

## 概要
テーベで出土したとされ、リンドは1858年に入手した。1864年から、同じくリンドが所有していたリンド数学パピルスとともに大英博物館に保管されている。革製で、長さ25センチ、幅43センチの形状をしている。無名の書記によってヒエラティックで書かれており、リンド数学パピルスと同時代のものと見られる。入手時は丸まった状態で硬化していたが、1927年に化学処理により軟化して広げられ、公開された。リンド数学パピルスの内容の理解を助ける内容で、エジプト式分数の単位分数の分解式が26個書かれていた。しかし公開当初は重要性が認識されず、のちの分析によって明らかになった。